# بول مكرين
بول مكرين (بالإنجليزية: Paul McCrane)‏ هو مخرج وممثل أمريكي، ولد في 19 يناير 1961 بفيلادلفيا في الولايات المتحدة. بدأ مشواره المهني سنة 1979، ومن الجوائز التي نالها جائزة الإيمي برايم تايم.

## أعمال

### أفلام
- (1979) روكي 2[2][3]
- (1980) الشهرة[4][5]
- (1987) روبوكوب[6][7][8]
- (1994) الخلاص من شاوشانك

### مسلسلات
- 24
- الملفات الغامضة
- تحت القبة
- هاوس

## جوائز
- جائزة الإيمي برايم تايم

## وصلات خارجية
- بول مكرين على موقع IMDb (الإنجليزية)
- بول مكرين على موقع ألو سيني (الفرنسية)
- بول مكرين على موقع ميوزك برينز (الإنجليزية)
- بول مكرين على موقع أول موفي (الإنجليزية)
- بول مكرين على موقع قاعدة بيانات برودواي على الإنترنت (الإنجليزية)
- بول مكرين على موقع قاعدة بيانات الأفلام السويدية (السويدية)
- بول مكرين على موقع إن إن دي بي (الإنجليزية)
- بول مكرين على موقع ديسكوغز (الإنجليزية)
- بول مكرين على موقع قاعدة بيانات الفيلم (الإنجليزية)
- بول مكرين على موقع كينوبويسك (الروسية)